# Chairephon
Chairephon (auch Chairephon von Sphettos, altgriechisch Χαιρεφῶν Chairephṓn; * nach 470 v. Chr.; † zwischen 403 und 399 v. Chr.) war ein antiker griechischer Philosoph. Er war ein Schüler des ungefähr gleichaltrigen berühmten Philosophen Sokrates, den er bewunderte und mit dem er eng befreundet war. 

## Leben
Chairephon stammte wahrscheinlich aus Sphettos, einem Demos (Stadtteil) von Athen. Über seine Familie ist nur bekannt, dass er einen jüngeren Bruder namens Chairekrates hatte, der auch zum Freundeskreis des Sokrates gehörte. Chairephons Freundschaft mit Sokrates bestand seit seiner Jugendzeit, doch war er zugleich auch mit dem berühmten Redner Gorgias befreundet, einem der Hauptvertreter der Sophistik, deren Einfluss Sokrates für verhängnisvoll hielt und bekämpfte.
Der Schriftsteller Xenophon, der ebenfalls ein Schüler des Sokrates war, berichtet in seinen Erinnerungen an Sokrates ausführlich von einem Zerwürfnis zwischen den Brüdern Chairephon und Chairekrates. Sokrates, dem die Zwietracht aufgefallen war, wollte vermitteln. Er wandte sich an Chairekrates, dem er mehr Verständigungsbereitschaft zutraute, und ermunterte ihn, die Initiative zu einer Versöhnung zu ergreifen. Die Misshelligkeit betraf unter anderem finanzielle Fragen, bei denen sich Chairekrates benachteiligt fühlte. Außerdem behauptete Chairekrates, sein älterer Bruder habe ihn durch Wort und Tat gekränkt und bereite ihm stets Ärger. Sokrates hingegen lobte Chairephon, der großmütig und großzügig sei.
Chairephon war ein Anhänger der athenischen Demokratie, die nach der Niederlage Athens im Peloponnesischen Krieg eine schwere Krise durchmachte und zeitweilig abgeschafft wurde. Als im Jahr 404 v. Chr. der oligarchische Rat der Dreißig („Dreißig Tyrannen“) die Macht übernahm und die demokratische Staatsordnung beseitigte, ging Chairephon zusammen mit anderen Demokraten ins Exil. Doch schon bald stellte der demokratische Exilpolitiker und Feldherr Thrasybulos eine Streitmacht von Gesinnungsgenossen zusammen und nahm den Kampf gegen die Oligarchen auf. Nach militärischen Erfolgen der Aufständischen kam es im Sommer 403 zur Wiederherstellung der Demokratie. Mit den anderen Demokraten konnte nun auch Chairephon zurückkehren. Unbelegt ist die Hypothese, er sei bei Kämpfen mit den Anhängern der Oligarchie gefallen. Die Umstände seines Todes sind unbekannt. Sicher ist jedenfalls, dass er nicht mehr lange lebte, denn als im Jahr 399 der Prozess gegen Sokrates stattfand, war er bereits verstorben. Sein Bruder Chairekrates hingegen lebte noch und wurde von Sokrates als Zeuge benannt.
Unecht und als Quelle für Chairephon ohne Wert ist ein angeblicher Brief des Sokrates an Xenophon, in dem er diesen bittet, Chairephon, der für seine Heimatstadt eine Gesandtschaftsreise unternehme, gastfreundlich aufzunehmen.

## Orakelspruch
Bekannt war Chairephon in der Antike vor allem als derjenige, der in Delphi das dortige berühmte Orakel über Sokrates befragte. Darüber lässt Platon Sokrates selbst berichten: In der Apologie, der von Platon literarisch ausgestalteten Verteidigungsrede des Sokrates beim Prozess im Jahr 399, geht Sokrates auf die Orakelbefragung ein. Nach dieser Darstellung besaß Chairephon die Kühnheit, das Orakel des Gottes Apollon in Delphi zu fragen, ob jemand weiser sei als Sokrates. Darauf habe die Pythia, die weissagende Priesterin, geantwortet, dies sei nicht der Fall. Dieser Ausspruch sei ihm, Sokrates, mitgeteilt worden. Dadurch sei er in Verwirrung geraten, da er sich für unwissend hielt. Um die Behauptung der Pythia zu überprüfen, habe er als weise geltende Männer (Politiker und Dichter) befragt, denn er habe herausfinden wollen, was es mit deren Weisheit auf sich habe. Dabei habe sich herausgestellt, dass er diese vermeintlichen Weisen mit seinem – wenn auch sehr geringfügigen – Erkenntnisstand übertreffe. Seither habe er es als seine Berufung im Dienste des Gottes betrachtet, Unwissenden, die sich für kompetent hielten, ihre Unwissenheit aufzuzeigen.
Xenophon, der zwar ebenso wie Platon zu den Schülern des Sokrates zählte, aber beim Prozess nicht anwesend war, da er sich nicht in Athen aufhielt, gab in seinem Bericht über die Verteidigungsrede eine abweichende Darstellung. Dabei berief er sich auf Angaben des Hermogenes, eines Freundes und Schülers des Sokrates. Seiner Version zufolge antwortete Apollon auf die Anfrage Chairephons in Anwesenheit zahlreicher Zeugen, niemand sei unabhängiger, gerechter oder verständiger als Sokrates.
Die Historizität der Orakelbefragung wurde schon in der Antike bestritten. Für erfunden hielten sie mehrere Autoren, die scharfe Gegner des Platonismus oder der Philosophie im Allgemeinen waren: der Epikureer Kolotes von Lampsakos, gegen dessen Kritik sich Plutarch wandte, ein von Athenaios zitierter Widersacher der Sokratiker (wahrscheinlich der Grammatiker Herodikos von Seleukia) und der Rhetor Apollonios Molon. Die von Athenaios überlieferte Argumentation, die wohl von Herodikos stammt, lautet, es sei nicht glaubhaft, dass der Gott eine derart törichte Frage erwartungsgemäß im Sinne des Fragestellers beantwortete.
In der modernen Forschung ist die Glaubwürdigkeit der Erzählung ebenfalls umstritten. Manche Forscher sind der Meinung, dass Chairephons Frage in Delphi eine literarische Fiktion aus dem Schülerkreis des Sokrates ist. Sie machen unter anderem geltend, Chairephon habe zu einem Zeitpunkt, als Sokrates noch nicht berühmt war, keinen Anlass gehabt, dem Orakel eine solche Frage zu stellen. Die Befürworter der Historizität meinen, Platon habe keinen Grund gehabt, eine so detaillierte Geschichte zu erfinden und Sokrates in den Mund zu legen. Hätte dann ein Gegner sie als Fiktion entlarvt, was damals leicht möglich gewesen wäre, so hätte dies die Glaubwürdigkeit der ganzen Verteidigungsrede erschüttert.

## Darstellung in der Komödie
Chairephon war eine auffällige, ungewöhnliche Persönlichkeit und als solche über einen langen Zeitraum eine beliebte Zielscheibe des Spotts der Komödiendichter. Er diente als allgemein bekanntes abschreckendes Beispiel eines seltsamen, lächerlichen Philosophen. Aristophanes nahm sowohl sein Äußeres als auch seinen Eifer aufs Korn. In den 423 v. Chr. aufgeführten Wolken dieses Komödiendichters wird Chairephon als „blasser, windiger Barfüßer“ und „lebendiger Leichnam“ beschrieben, wobei das ungesunde Aussehen auf seinen Studienfleiß zurückgeführt wird. Gemeinsam mit Sokrates geht er geheimen, abstrusen Fragen nach. In den Wespen, die Aristophanes im folgenden Jahr auf die Bühne brachte, tritt Chairephon zusammen mit einer Frau auf, die blass vor Wut ist; er passt (seinem Teint nach) zu dem „gelbbleichen Weib“, das sich auf ihn als Zeugen beruft. In Aristophanes’ 414 aufgeführten Vögeln entsteigt er als gespensterhafte Totenseele in Gestalt einer Fledermaus der Tiefe der Unterwelt. Auch in anderen, nur fragmentarisch erhaltenen Komödien des Aristophanes wird auf ihn in unfreundlicher Weise Bezug genommen: In den Jahreszeiten (Horai) wird er „Kind der Nacht“ genannt, in Die Dramen oder Niobos erscheint er als Dieb und in Die Telemesser als Sykophant (Verleumder).
Die Komödiendichter Kratinos und Eupolis griffen das dankbare Sujet ebenfalls auf. Wegen der fragmentarischen Überlieferung ihrer Stücke sind die Zusammenhänge nicht erkennbar. In Kratinos’ 423 aufgeführter Flasche erscheint Chairephon als ungewaschen und arm. Bei Eupolis kommt er in den Schmeichlern (Kolakes) vor, wo er als einer der Schmeichler des reichen Kallias erscheint, und in den Städten (Poleis), wo das beliebte Motiv seiner gelbbleichen Hautfarbe verwertet wird.

## Rolle in literarischen Dialogen
Platon legt in seinem Dialog Charmides dem Berichterstatter Sokrates die Feststellung in den Mund, Chairephon sei stets manikós („heftig“, „temperamentvoll“ oder auch „leicht verrückt“) gewesen. In der Apologie lässt er Sokrates sagen: „Und ihr wisst ja, wie Chairephon war, wie ungestüm (sphodrós) in allem, was er sich vornahm.“ In den Dialogen Charmides und Gorgias gehört Chairephon zu den Gesprächspartnern. Im Gorgias ermuntert Sokrates Chairephon dazu, den berühmten Sophisten Gorgias vor mehreren Personen kritisch über dessen Beruf zu befragen. Daraufhin stellt Chairephon Fragen im sokratischen Stil, die aber nicht von Gorgias, sondern von dessen Schüler Polos beantwortet werden. Schließlich greift Sokrates selbst ein und führt die Auseinandersetzung mit Polos fort.
Chairephon ist der Gesprächspartner des Sokrates im pseudoplatonischen (zu Unrecht Platon zugeschriebenen) Dialog Halkyon, der schon in der Antike als unecht galt.